# Commission Faki
La commission Faki est la commission de l'Union africaine qui a été élue le 30 janvier 2017.

## Composition
| Délégations                                                           | Nom                         | Élection        | Pays         |
| --------------------------------------------------------------------- | --------------------------- | --------------- | ------------ |
| Président                                                             | Moussa Faki                 | 30 janvier 2017 | Tchad        |
| Vice-président                                                        | Thomas Kwesi Quartey (en)   | 30 janvier 2017 | Ghana        |
| Commissaire à la paix et à la sécurité                                | Smaïl Chergui               | 30 janvier 2017 | Algérie      |
| Commissaire aux affaires politiques                                   | Minata Samaté Cessouma      | 30 janvier 2017 | Burkina Faso |
| Commissaire aux infrastructures et à l’énergie                        | Amani Abou-Zeid (en)        | 30 janvier 2017 | Égypte       |
| Commissaire aux affaires sociales                                     | Amira El Fadil (en)         | 30 janvier 2017 | Soudan       |
| Commissaire au commerce et à l’industrie                              | Albert M. Muchanga (en)     | 30 janvier 2017 | Zambie       |
| Commissaire à l’économie rurale et à l’agriculture                    | Josefa Leonel Correa Sacko  | 30 janvier 2017 | Angola       |
| Commissaire aux ressources humaines, aux sciences et à la technologie |                             | 30 janvier 2017 |              |
| Commissaire aux ressources humaines, aux sciences et à la technologie | Sarah Mbi Enow Anyang Agbor | 3 juillet 2017  | Cameroun     |
| Commissaire aux affaires économiques                                  |                             | 30 janvier 2017 |              |
| Commissaire aux affaires économiques                                  | Victor Harison              | 3 juillet 2017  | Madagascar   |